# セント・メリーのリボン
『セント・メリーのリボン』は、稲見一良が1993年に発表した短編小説である。1996年にテレビドラマ化、2011年に漫画化されている。

## あらすじ
猟犬探偵・竜門卓のもとへ盲導犬探しの仕事が舞い込む。

## 初出
- 稲見一良「セント・メリーのリボン」『小説新潮』第47巻第3号、新潮社、1993年3月、230-270頁、doi:10.11501/6075215、全国書誌番号:00011418。

## 単行本
本作を標題作品とした短編小説選集『セント・メリーのリボン』に所収された。
- 『セント・メリーのリボン』新潮社、1993年6月。ISBN 4-10-392901-4。[2]
- 『セント・メリーのリボン』新潮社〈新潮文庫〉、1996年2月。ISBN 4-10-121812-9。[3]
- 『セント・メリーのリボン』光文社〈光文社文庫〉、2006年3月。ISBN 4-334-74031-6。[4]

## 関連書誌
- 長谷部史親「稲見一良さんと『猟犬探偵』」『波』第28巻第5号、新潮社、1994年5月、24-26頁、doi:10.11501/3362652、全国書誌番号:00017881。

## テレビドラマ
1996年に、金曜エンタテイメント枠で「春のドラマスペシャル『猟犬探偵・竜門卓 セント・メリーのリボン』」が製作された。

### スタッフ
- 監督：富永卓二
- 演出補：樋口徹
- 演出助手：小林和宏
- 編成担当：遠藤龍之介
- プロデューサ：舛田明廣、酒井実
- 原作：稲見一良『セント・メリーのリボン』
- 脚本：松原敏春
- 音楽：渡辺俊幸
- 音楽制作：スパーブ

### キャスト
- 渡瀬恒彦[5]
- 小林桂樹
- 中川安奈
- 小松千春
- 奥山佳恵
- 堀江奈々

## 漫画
2011年に、谷口ジローの作画により漫画化された。

### 概説
谷口ジローの希望から漫画化が実現した。

### 初出
集英社の『ビジネスジャンプ』に『セント・メリーのリボン 猟犬探偵』の題名で連載された。
- 第1話 - 第27巻（2011年3月16日（7）号）[8]
- 第2話 - 第27巻（2011年4月6日（8）号）[9]
- 第3話 - 第27巻（2011年4月20日（9）号）[10]
- 第4話 - 第27巻（2011年5月18日（11）号）
- 第5話 - 第27巻（2011年6月1日（12）号）
- 第6話 - 第27巻（2011年6月15日（13）号）
- 第7話 - 第27巻（2011年7月20日（15）号）[11]
- 第8話 - 第27巻（2011年8月3日（16）号）
- 第9話 - 第27巻（2011年8月17日（17）号）[12]

### 単行本
続編『サイド・キック 猟犬探偵』の連載決定と同時期に単行本化された本作の書名は、『猟犬探偵』第1巻となった。フランス語、スペイン語、朝鮮語及びドイツ語に翻訳された。
日本語
- 『猟犬探偵』 1巻、集英社〈グランドジャンプ愛蔵版〉、2011年12月。ISBN 978-4-08-782400-1。
- 『猟犬探偵』（完全版）山と溪谷社〈ヤマケイ文庫〉、2021年12月。ISBN 978-4-635-04932-0。

フランス語
- Les Enquêtes du limier. Sakka Seinen. Vol. 1. Editions Casterman. 2013年3月27日. ISBN 978-2-203-06311-2。

スペイン語
- El sabueso. Vol. 1. Ponent Mon. 2013年. ISBN 978-1-908007-50-6。

朝鮮語
- 『사냥개탐정』 1巻、애니북스、2015年7月15日。ISBN 978-89-5919-727-9。

ドイツ語
- Jäger. Vol. 1. Schreiber & Leser. 2018年. ISBN 978-3-946337-72-0。

## 脚註

### 註釈
1. ↑  テレビドラマ『猟犬探偵・竜門卓』は、フジテレビジョンの金曜エンタテイメント枠で放送された[5]。
2. ↑  山と溪谷社のヤマケイ文庫は、山岳書籍の名著を後世に残す「使命」を掲げた叢書で、編集者の佐々木惣は『K』の「復刊」を提案した[15]。2021年7月に刊行すると好評で、佐々木惣は谷口ジロー作品「復刊」の第2弾として本作に白羽の矢を立てたという[15]。「復刊」にあたり、集英社版では分冊されていた本作と続編の『サイド・キック』とを1冊に合本した[6]。